# Indianara
Indianara é um documentário de 2019 dirigido por Aude Chevalier-Beaumel e Marcelo Barbosa que acompanha Indianarae Alves Siqueira, militante que luta pela sobrevivência das pessoas transgênero no Brasil. A obra é um retrato de Indianarae Siqueira, ativista responsável pela fundação da CasaNem, casa de acolhimento do Rio de Janeiro voltado para pessoas LGBTI em situação de vulnerabilidade.
A estreia do filme aconteceu em 2019 no Festival de Cannes.

## Prêmios e reconhecimentos
- 2019: Grande Prêmio Documentário no festival Chéries-Chéris[7][8][9]
- 2019: Exibido na 43ª Mostra de Cinema de São Paulo[10]
- 2020: Filme vencedor da Competição Latino-Americana da 9ª Mostra Ecofalante de Cinema[11]